# 가스 풍선

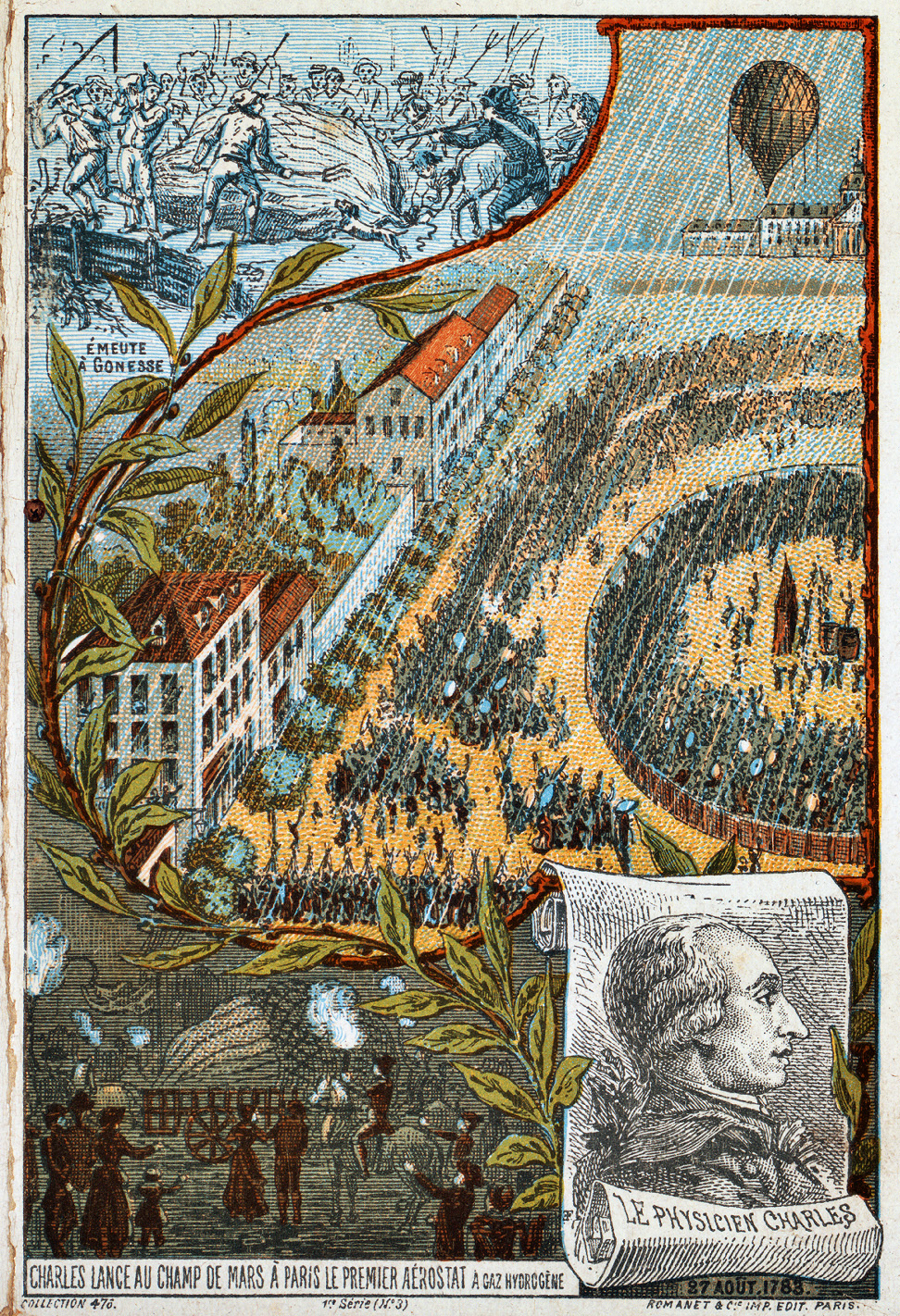
1783년 8월 27일 파리의 샹 드 마르스에서 자크 샤를과 로버트 형제가 처음으로 가스 풍선을 발사한 모습 (19세기 후반의 삽화)

가스 풍선(gas balloon)은 헬륨과 수소와 같이 가벼운 가스들로 채워져 공기 중에 떠오르고 떠 있는 풍선이다. 비행 중이 아닐 때는 날아가는 것을 방지하기 위해 보통 밧줄로 묶여 있으며 가스가 새지 않도록 바닥에 밀봉되어 있다.